# Ortlerbahn
| |                      |                                              |                                             |
| Spurweite: | 1435 mm (Normalspur) |                                              |                                             |
| |                      |                                              |                                             |
| \| \| \| ehem. gepl. Reschenscheideckbahn von Landeck \| \| \| \| \| Mals/Malles Venosta \| \| \| \| \| \| \| \| \| \| Spondinig/Spondigna \| 885 m s.l.m. \| \| \| \| \| \| \| \| \| Laas/Lasa \| 866 m s.l.m. \| \| \| \| nach Meran \| \| \| \| \| Tunnel unter dem Stilfser Joch \| \| \| \| \| Regionsgrenze Trentino-Südtirol – Lombardei \| \| \| \| \| \| \| \| \| \| Bormio \| \| \| \| \| Grosio \| \| \| \| \| Tirano \| 441 m s.l.m. \| \| \| \| nach Sondrio \| \| |                      |                                              |                                             |
| |                      | ehem. gepl. Reschenscheideckbahn von Landeck |                                             |
| Kopfbahnhof Strecke bis hier außer Betrieb |                      | Mals/Malles Venosta                          | Mals/Malles Venosta                         |
| Abzweig ehemals geradeaus und nach links · Strecke von rechts |                      |                                              |                                             |
| Bahnhof |                      | Spondinig/Spondigna                          | 885 m s.l.m.                                |
| Abzweig geradeaus und ehemals von rechts |                      |                                              |                                             |
| Bahnhof |                      | Laas/Lasa                                    | 866 m s.l.m.                                |
| Strecke nach links |                      | nach Meran                                   | nach Meran                                  |
| Tunnelanfang (Strecke außer Betrieb) |                      | Tunnel unter dem Stilfser Joch               | Tunnel unter dem Stilfser Joch              |
| Grenze (Strecke außer Betrieb) (im Tunnel) |                      | Regionsgrenze Trentino-Südtirol – Lombardei  | Regionsgrenze Trentino-Südtirol – Lombardei |
| Tunnelende (Strecke außer Betrieb) |                      |                                              |                                             |
| |                      | Bormio                                       |                                             |
| |                      | Grosio                                       |                                             |
| Kopfbahnhof Strecke bis hier außer Betrieb |                      | Tirano                                       | 441 m s.l.m.                                |
| Strecke |                      | nach Sondrio                                 | nach Sondrio                                |

Die Ortlerbahn, italienisch Ferrovia dello Stelvio, war eine seit dem 19. Jahrhundert geplante normalspurige Eisenbahnstrecke durch die Ortler-Alpen zwischen Tirano in der Lombardei und Mals beziehungsweise Laas in Südtirol. Das Projekt wurde 2015 von der Region Lombardei und der Autonomen Provinz Bozen – Südtirol erneut zur Diskussion gebracht.

## Geschichte
Bereits im 19. Jahrhundert gab es verschiedene Pläne, den süddeutschen Raum über den Fernpass, den Reschen und durch das Ortler-Massiv mit Mailand und Genua zu verbinden.
Zu Beginn des 20. Jahrhunderts wurden diese Pläne konkreter. Karl Albert Gollwitzer legte 1905 das Projekt einer Fern-Ortler-Bahn vor, die von Augsburg über den Fernpass ins Inntal zur Arlbergbahn und von Landeck als Reschenscheideckbahn nach Mals führen sollte. Dort sollte sie einerseits an die Vinschgaubahn nach Meran anschließen und andererseits in einem 15 km langen Tunnel unter dem Ortler-Massiv nach Bormio führen.
Für die Ortlerbahn wurden mehrere Varianten diskutiert. Bei der ersten sollte die Bahn wie die ebenfalls geplante Ofenbergbahn von Mals ins Münstertal führen, die Schweizer Grenze überqueren und von Santa Maria im Münstertal durch einen 16 km langen Tunnel unter dem Monte Braulio nach Bormio führen. Diese Trassenführung wurde als die beste, aber gleichzeitig als die unwahrscheinlichste angesehen, da man annahm, dass die Schweiz einem Verlauf über ihr Staatsgebiet nicht zustimmen würde.
Einer anderen Planung zufolge sollte die Bahn mit einer Kehre über Taufers im Münstertal Höhe gewinnen und am Hang nach Trafoi verlaufen. Von dort sollte in rund 1500 m Höhe der 12 km lange Ortlertunnel ins Val Zebrù führen und das 150 m tiefer gelegene Bormio in Schleifen erreichen. Die Baukosten für den österreichischen Streckenanteil wurden auf 36 Millionen Kronen geschätzt.
Konstantin Ritter von Chabert schlug vor, die Bahn von Mals über Laatsch nach Gomagoi zu führen. Durch einen 22 km langen Tunnel in rund 1200 m Höhe hätte Bormio direkt erreicht werden können. Diese Trassenführung beinhaltete zwar einen deutlich längeren Tunnel, musste aber eine geringere Höhe erreichen und war um ein Drittel kürzer.
1922 wurde ein weiteres Projekt von dem Ingenieur Casiraghi, dem Direktor der Ferrovia Alta Valtellina, ausgearbeitet. Die Strecke sollte im Veltlin im Bahnhof Tirano, dem Endpunkt der Bahnstrecke Sondrio–Tirano, beginnen und nach Bormio führen, von dort aus durch einen Tunnel unter dem Stilfser Joch (2757 m) hindurch den Vinschgau erreichen und dort mit zwei Streckenästen einen Anschluss zur Vinschgaubahn herstellen. Der nördliche Streckenast hätte Richtung Mals führen sollen, von wo aus die ebenfalls geplante Reschenscheideckbahn eine Verbindung zur Arlbergbahn vermitteln sollte, der östliche Streckenast hingegen Richtung Laas.
Wie andere Projekte dieser Zeit wurde es aufgrund der schwierigen wirtschaftlich-finanziellen Situation und der internationalen Spannungen aufgegeben.

## Jüngere Planungen
Der Südtiroler Landeshauptmann Arno Kompatscher und der Präsident der Region Lombardei Roberto Maroni unterzeichneten 2015 ein Protokoll zur Entwicklung des Stilfser Jochs. Bei dieser Gelegenheit wurde eine Vorstudie in Auftrag gegeben, die ein Projekt zur Verbindung der Bahnstrecke Sondrio–Tirano mit der Vinschgaubahn überprüfen sollte.
Im Jahr 2016 wurde die Machbarkeitsstudie mit verschiedenen Trassenvarianten, die alle eine lange Tunnelstrecke beinhalten, in Auftrag gegeben. Als Kosten für eine potentielle Verwirklichung des Bahnprojekts wurden 1,1–1,3 Milliarden Euro ermittelt.